# Cardioglossa occidentalis
Cardioglossa occidentalis es una especie de anfibio anuro de la familia Arthroleptidae.

## Distribución geográfica
Esta especie se encuentra en Ghana, Costa de Marfil, Liberia, Guinea y Sierra Leona.

## Publicación original
- Blackburn, Kosuch, Schmitz, Burger, Wagner, Gonwouo, Hillers & Rödel, 2008: A new species of Cardioglossa (Anura: Artholeptidae) from the Upper Guinean forests of West Africa. Copeia, vol. 2008, p. 603-612.[5]